# Węzeł podwójny zderzakowy

Węzeł podwójny zderzakowy

Węzeł podwójny zderzakowy (podwójny rybacki) – węzeł stosowany we wspinaczce m.in. do łączenia lin o różnej średnicy.

## Zalety
- dobrze łączy liny o różnej średnicy – nawet mokre lub oblodzone

## Wady
- trudny do rozwiązania po zaciśnięciu
- z uwagi na duży rozmiar ma tendencje do klinowania się w szczelinach skalnych